# Un ami parfait
Pour plus de détails, voir Fiche technique et Distribution.
Un ami parfait est un film français réalisé par Francis Girod, sorti en 2006. C'est l'adaptation du roman Un ami parfait de Martin Suter. 
Le tournage du film a eu lieu durant l'hiver 2005 en Haute Savoie à Thonon les Bains, Annecy, Anthy sur Léman, Argonay et Evian.
Le film a été sélectionné en 2006 au Festival de Berlin et au Festival du film policier de Cognac.

## Synopsis
Un journaliste se réveille à l'hôpital, partiellement amnésique. Il découvre que l'homme bien qu'il croyait être avait laissé place peu avant son accident à un homme moins sympathique. La quête de ses souvenirs perdus le mène sur la piste de son dernier article, aux révélations dangereuses.

## Fiche technique
- Réalisateur : Francis Girod
- Scénario et dialogues : Philippe Cougrand
- Musique : Laurent Petitgirard
- Pays de production :  France
- Genre : thriller
- Durée : 106 minutes
- Date de sortie : 
  - France : 26 avril 2006

## Distribution
- Antoine de Caunes : Julien Rossi
- Jean-Pierre Lorit : Lucas Jäger
- Carole Bouquet : Anna
- Martina Gedeck : Marlène

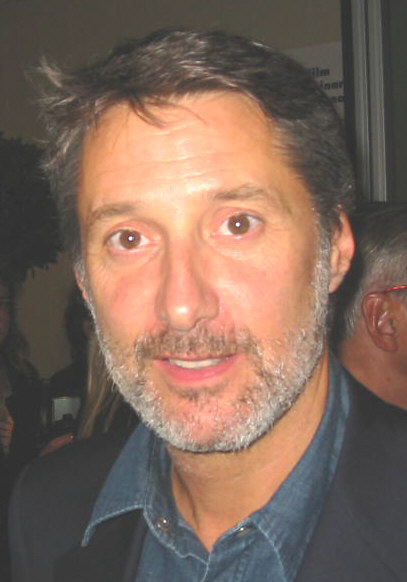
L'acteur principal Antoine de Caunes à Dinard, l'année de sortie du film.

- Marie-France Pisier : La veuve de Barth
- Claude Miller : Le professeur André Barth
- Mireille Roussel : Sophie
- Hanns Zischler : Rodolph Hartmann
- Maria Cristina Mastrangeli : Bianca Monti
- Emmanuel Guillon : Le frère Lelièvre #1
- Christophe Guillon : Le frère Lelièvre #2
- Christian Cloarec : Le commissaire Tanner
- Aurélien Recoing : Le médecin
- Christine Murillo : La psy
- Peggy Leray : Samantha
- Manfred Andrae
- Chantal Astruc
- Véronique Barbey
- Noël Billiet
- Céline Bouard
- Laurent Boulat
- Ingrid Boymond
- Jérôme Colonna
- Thierry de Carbonnières
- Charlie Dupont
- Karine Fagot
- François Julliard
- Pierre-Louis Lanier
- Elsa Lepoivre
- Benoit Olivier
- Janine Ribollet
- Eloïse Sené
- Anna Sidier
- Victor Sidier
- Caroline Vigarie
- Irina Wanka
- Cécile Xambeu